# 低家賃住宅

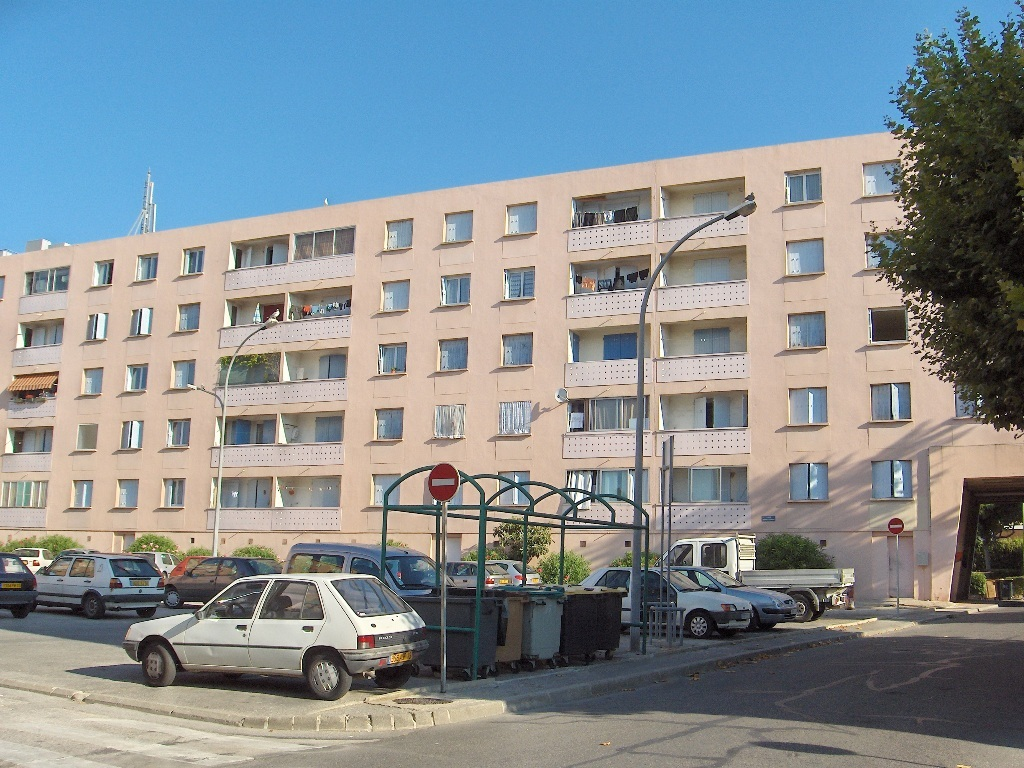
フランスの低家賃住宅１

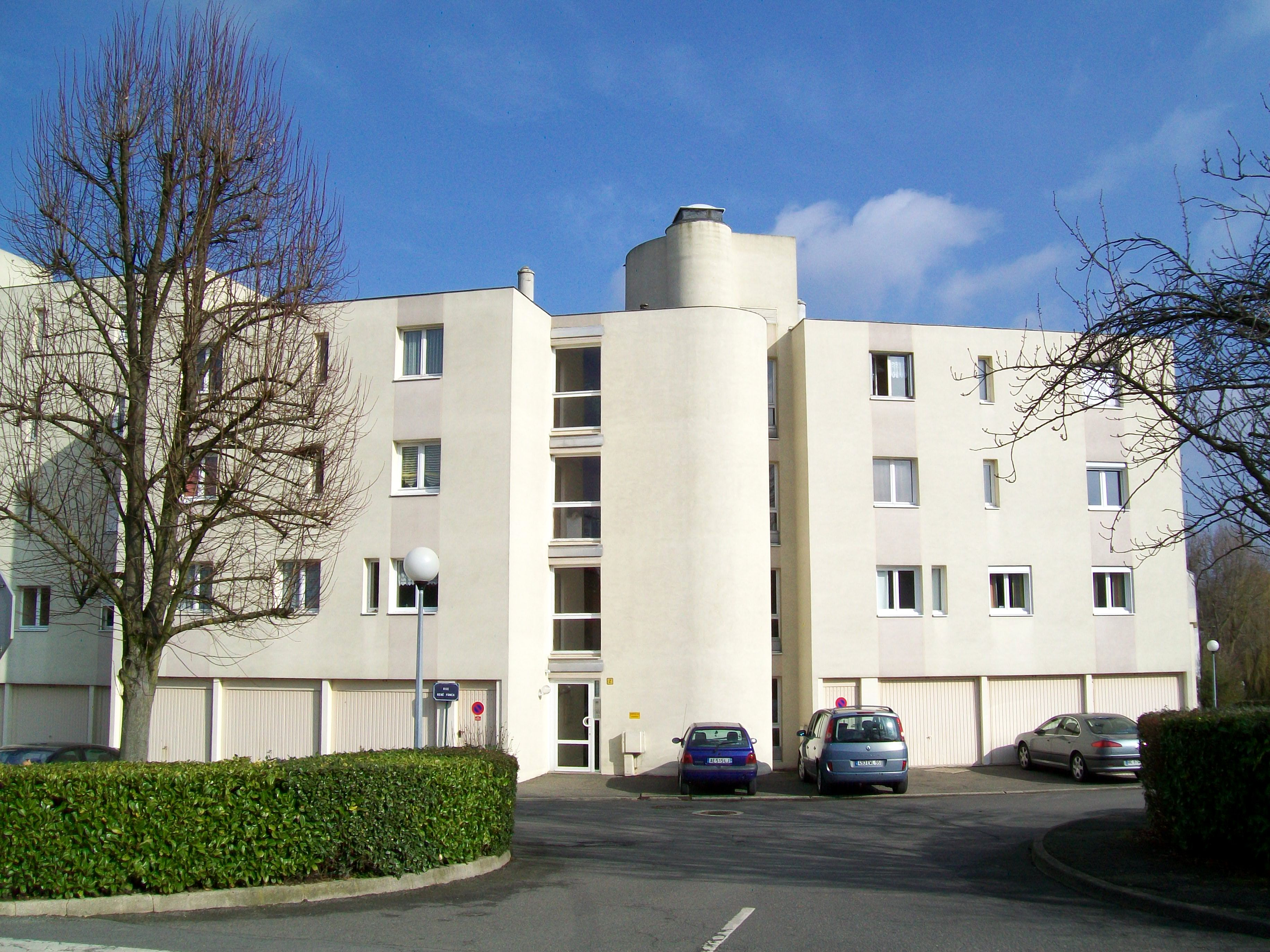
フランスの低家賃住宅の72％（その95％は2000年以降に建設）は、平均して２０世帯の小さな建物である。

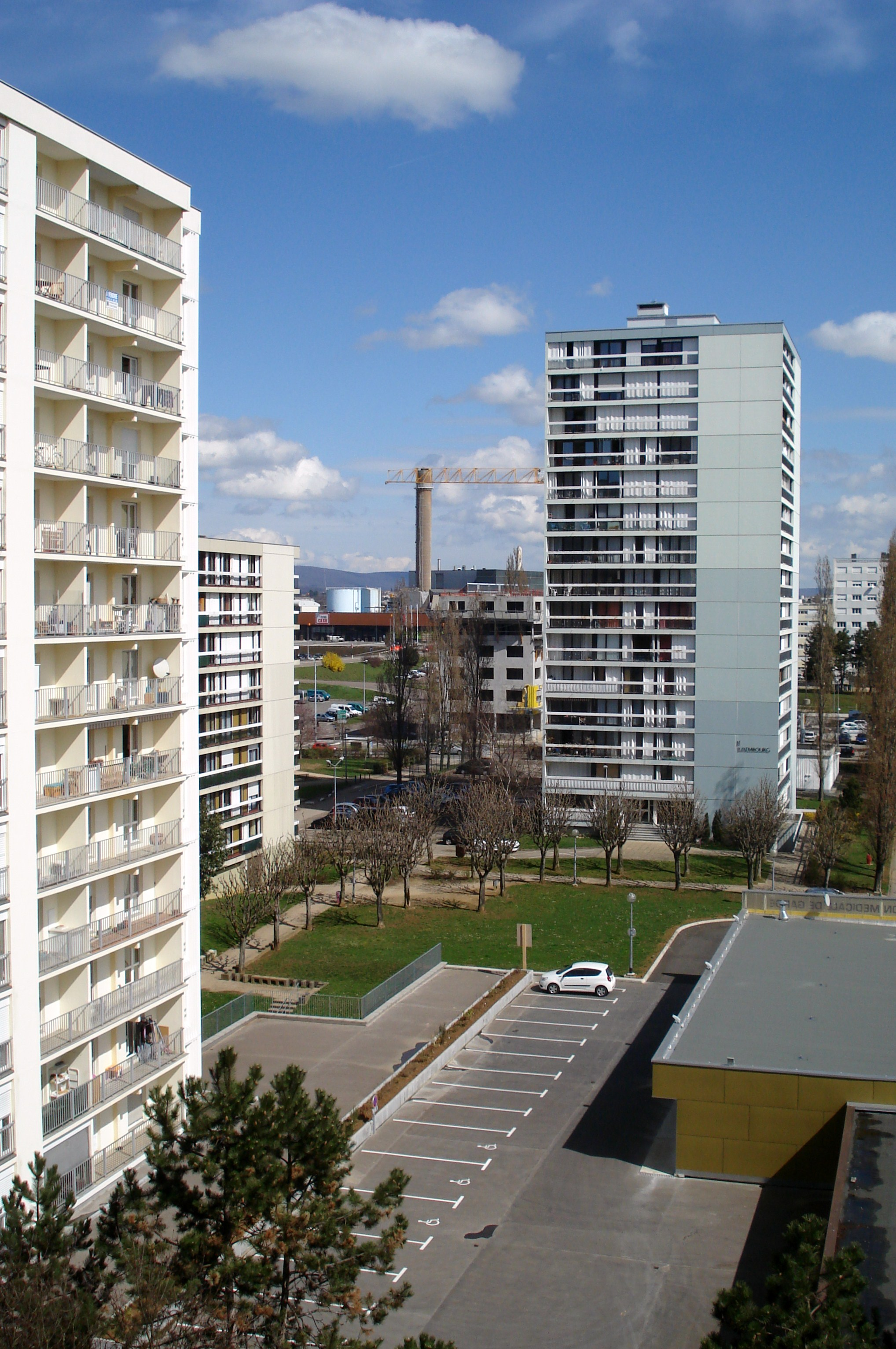
フランスの低家賃住宅２

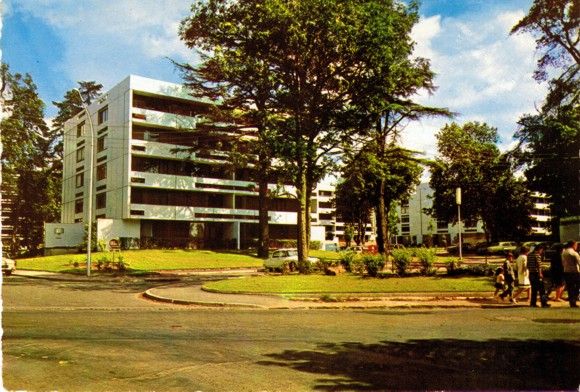
フランスの低家賃住宅３

低家賃住宅（ていやちんじゅうたく）は、フランス、スイス、アルジェリア、セネガル、カナダのケベック地方において「HLM」としてよく知られており、低家賃住宅機構により運営されている。公営も市営も、部分的か、直接的（助成金）か、間接的（様々な恩恵：融資や免税など）な公的融資の恩恵を受けている。

## 歴史
低家賃住宅機構に運営されている住宅で、公営にしろ市営にしろ、部分的な公的融資を受けている。この大衆住宅は、まず免税により一般的な価格の住宅整備を促した低廉住宅（HBM）を生んだ1984年11月30日のシーグフリード法に準拠している。
1945年、厚生省から都市再建省へと廉価住宅の管轄が移り、そして低家賃住宅（HLM）が生まれた。
フランスでは、多くの低家賃住宅（HLM）の建設が、都市再開発全国協会（ANRU）の計画の中で進められた。

## フランスでの状況
2000年末のフランスでは、430万の家庭（約1千万人の住人）が低家賃住宅（HLM）に入っていた。その三分の一近くが1985年後に建てられた。

## 論争
低家賃住宅の質は、HLMという言葉に軽蔑的な意味が結びつくことに表れている。
入居者に外国からの移民や不安定労働者、長期失業者、社会福祉サービスの受給者などが多い。その動態は景況や社会情勢に応じて流動的であり、社会病理の指標とされている。また、維持管理は最低限に抑えられがちなため割れ窓や落書きなど、近隣との不和や道徳的荒廃を示す現象が生じやすい。恵まれない人々が住む荒廃した団地というネガティブなイメージから、外部の社会からゲットーというスティグマが与えられるHLMもある 。
1994年、約50人の実業家や政治家が起こした市場割当についての贈収賄罪で知られたパリの低家賃住宅（HLM）事件がある。